# Трикозан
Трикозан — органическое соединение, углеводород из класса алканов с формулой C23H48. Бесцветные кристаллы, нерастворимые в воде.
Нахождение в природе: в составе цветочной пыльцы, в эфирном масле бузины черной (Sambucus nigra L.), в листьях шелковицелистной хризантемы (Chrysanthemum morifolium Ramat).

## Химические свойства
Как и все органические вещества, трикозан вступает в реакцию горения:
2C23H48 + 70O2 {\displaystyle \rightarrow } 46CO2 + 48H2O
Так как трикозан относится к классу алканов, то он будет участвовать во всех реакциях, характерных для данного класса веществ (крекинг, окисление, дегидрирование и т.д.)

## Изомерия
Для трикозана теоретически возможно 5 731 580 структурных изомеров.